# Portbou
Portbou – hiszpańska, nadmorska miejscowość położona w Katalonii, w prowincji Girona, w comarce Alt Empordà, przy granicy z Francją. Miasto ma 1307 mieszkańców.

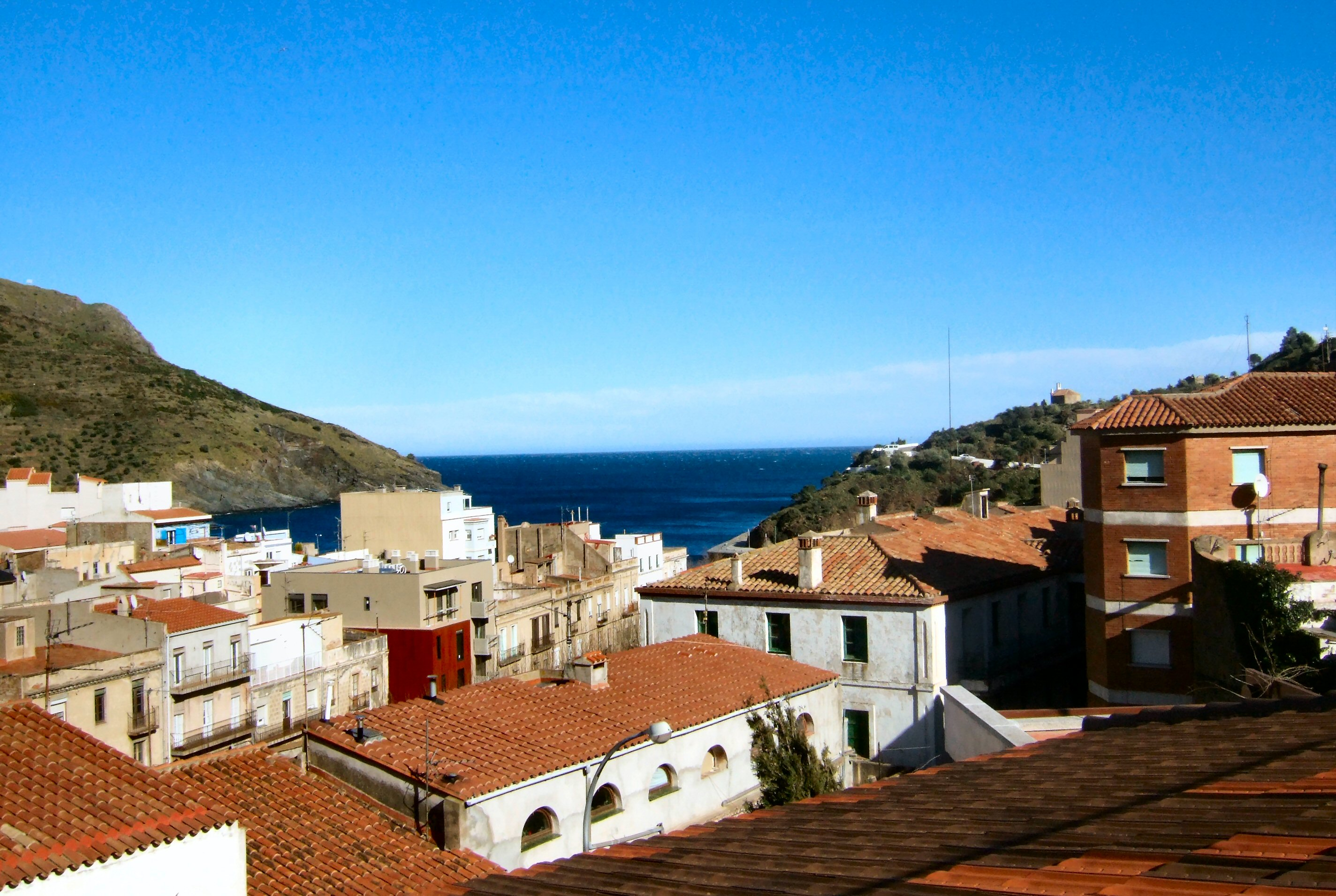
Portbou

 Dawniej Portbou było małą rybacką osadą, zawdzięcza temu nazwę (bous to rodzaj łodzi rybackiej).
Miasto, choć małe, podczas hiszpańskiej wojny domowej miało duże znaczenie dla republikanów, którzy odbierali stąd międzynarodową pomoc.
Jest to miejsce, w którym 27 września 1940, w Hotelu Francia umarł i został pochowany niemiecki filozof Walter Benjamin. Obecnie w mieście stoi jego pomnik wykonany przez Daniego Karawana.
Miasto jest bardzo popularne wśród turystów ze względu na dogodne położenie, jak również rozwiniętą bazę gastronomiczną. W okolicznych wodach istnieje możliwość uprawiania różnych sportów wodnych, takich jak kajakarstwo czy żeglarstwo.
W miejscowości jest stacja kolejowa Portbou.

## Demografia
| 1900 | 1930 | 1950 | 1970 | 1986 | 2007 |
| ---- | ---- | ---- | ---- | ---- | ---- |
| 2581 | 3976 | 2033 | 2360 | 2021 | 1307 |